# Sociedade Portuguesa de Estatística
A Sociedade Portuguesa de Estatística (SPE) é uma associação científica e técnica sem fins lucrativos, fundada em 1980 com o nome de Sociedade Portuguesa de Estatística e Investigação Operacional. Em 1991, foi reestruturada tendo sido adotado o presente nome de Sociedade Portuguesa de Estatística.
Entre 1981 e 2020 a Sociedade Portuguesa de Estatística teve 7 presidentes:
- J. Tiago de Oliveira (1981 - 1989)

- M. Ivette Gomes (1990 - 1993)
- João Branco (1994 - 1999)
- Fernando Rosado (2000 - 2005)
- Carlos Braumann (2006 - 2011)
- Carlos Daniel Paulino (2012 - 2014)
- Maria Eduarda Silva (2015 - 2020).

O actual presidente da SPE é o Professor Miguel de Carvalho da Universidade de Edimburgo.

## Missão
A SPE tem por objetivos promover, cultivar e desenvolver o estudo da Estatística, suas aplicações e ciências afins. Pretende também ser a associação representativa da profissão Estatístico, congregando profissionais que trabalhem nas diferentes áreas da Estatística exercendo em universidades, no sector privado ou na administração pública.
Desenvolve regularmente atividades que incluem, entre outras, a organização de eventos científicos e/ou pedagógicos, a edição de publicações e a cooperação com outras sociedades científicas nacionais ou internacionais tendo em vista o intercâmbio científico, pedagógico e/ou técnico.

## Publicações
A SPE edita regularmente as seguintes publicações:
- Boletim SPE: Edição semestral com notícias sobre a Sociedade e artigos de divulgação científica;
- Atas do Congresso da SPE;
- Minicurso do Congresso da SPE
- Outras publicações